# Google Cloud Platform
Pour les articles homonymes, voir GCP.
Google Cloud Platform (GCP) est une plateforme de cloud computing fournie par Google, proposant un hébergement sur la même infrastructure que celle que Google utilise en interne pour des produits tels que son moteur de recherche. Cloud Platform fournit aux développeurs des produits permettant de construire une gamme de programmes allant de simples sites web à des applications complexes,.
Google Cloud Platform fait partie d'un ensemble de solutions pour les entreprises appelé Google Cloud, et fournit des services modulaires basés sur le cloud, tels que le stockage d'informations, le calcul, des applications de traduction et de prévision, etc..

## Produits
La Google Cloud Platform est composée d'une famille de produits, chacun comportant une interface web, un outil de lignes de commande, et une interface de programmation applicative REST. On y trouve par exemple
- Google App Engine, une plate-forme en tant que service pour tester des applications dans un bac à sable. App Engine offre du changement d'échelle automatique, augmentant les ressources pour faire face à la charge du serveur.
- Google Compute Engine (en), le composant infrastructure en tant que service de la Google Cloud Platform permettant aux utilisateurs de lancer des machines virtuelles (VMs) à la demande.
- Google Kubernetes Engine, une version commerciale de Kubernetes, un logiciel open-source de gestion de conteneurs.
- Google Cloud Storage (en), un système de stockage en ligne de fichiers.
- Google BigQuery, un entrepôt de données à très grande échelle basé sur Dremel.
- Plusieurs APIs de haut niveau telles que :
  - Cloud Translation, une API de traduction automatique qui utilise la même technologie que Google Traduction.
  - Vision API, une API de reconnaissance d'images.
  - AutoML, une série d'APIs qui permet de créer automatiquement des modèles d'apprentissage automatisé personnalisés.
- etc.

## Historique
- Avril 2008 - Google App Engine lancé en version beta[4].

- Mai 2010 - Google Cloud Storage (en) lancé[5]

- Décembre 2013 - Lancement de Google Compute Engine (en)[6].

- 22 février 2016 - Google Cloud Dataproc (en) désormais utilisable[7].
- Juillet 2019 - Google Cloud obtient la certification française Hébergeur de Données de Santé[8],[9].
- Juin 2021 - En 2021, Apple était le plus gros client de Google Cloud[10].